# آلن ماسگریو
آلن ماسگریو (‎/ˈmʌsɡreɪv/‎ متولد ۱۹۴۰) فیلسوف انگلیسی است که در نیوزیلند متولد شده‌است.
ماسگریو در سال ۱۹۶۱ در دانشکده اقتصاد لندن با مدرک کارشناسی فلسفه و اقتصاد تحصیل خود ر آغاز کرد. کارل پوپر استاد راهنمای رسالهٔ دکتری او بود که در سال ۱۹۶۹ به پایان رسید. ماسگریو در ابتدا به عنوان دستیار پژوهشی پوپر و سپس به عنوان مدرس مشغول به کار شد. ماسگریو در سال ۱۹۷۰ به ریاست گروه فلسفه در دانشگاه اوتاگو منصوب شد و از ۱۹۷۰ تا ۲۰۰۵ رئیس این بخش بود. او هنگام این انتصاب ۳۰ ساله بود. به همراه ایمره لاکاتوش که دوست و همکار او بود ویراستاری کتاب نقد و رشد معرفت  را به عهده داشتند (انتشارات دانشگاه کمبریج، ۱۹۷۰). این کتاب پرفروش‌ترین کتاب از مجموعهٔ ۴ جلدی است که مباحثات پوپر/کوهن را در کنفرانس لندن در سال ۱۹۶۵ که لاکاتوش و ماسگریو برگزار کردند دربردارد. در سال ۱۹۹۲ ماسگریو عقل متعارف، علم و شکاکیت را منتشر کرد. این کتابی است در سطح ابتدایی در زمینه معرفت‌شناسی. در سال ۱۹۹۹ ماسگریو مقالاتی در مورد واقع گرایی و عقل‌گرایی (رودوپی) و مجموعه ای از مقالات علمی او را منتشر کرد. در سال ۲۰۰۶، کتابی که مصاحبه با ماسگریو بود با عنوان «عقلانیت و واقعیت» که ویراستار آن کالین شاین و جان ورال (اسپرینگر) بود منتشر شد. در سال ۲۰۰۹، ماسگریو سخنرانی‌های سکولار: مقالاتی دربارهٔ علم و فلسفه (انتشارات دانشگاه اوتاگو) را منتشر کرد که در زمینه علوم، دین و ریاضیات است.

## فعالیت فلسفی
علاقه اصلی ماسگریو به معرفت‌شناسی، تاریخ و فلسفه علم، به ویژه فلسفه زیست‌شناسی است. بیشتر فعالیت حرفه‌ای او به مطالعه چارلز داروین اختصاص یافته‌است. او در طول دوران حرفه ای خود از رئالیسم علمی و عقلانیت نقاد دفاع کرده‌است و اغلب مدافع اصلی معاصر آنها محسوب می‌شود. او به اشکال مختلف به ایده آلیسم حمله کرده‌است. بسیاری از آثار او از کارل پوپر - که استاد او در کارشناسی و کارشناسی ارشد در مدرسه اقتصاد لندن بوده تأثیر پذیرفته‌ است. او همچنین در لندن همکار ایمره لاکاتوش بود.
به اعتقاد او معیار اصلی او برای پذیرش یک نظریه علمی «پیش‌بینی‌های بدیعی» آن است. او یکی از معدود فیلسوفان علم است که در هر دو طرف بحث بر تمایز بین پیش‌بینی‌های بدیع و پیش‌بینی‌های معمول تأکید دارد. به اعتقاد او یک پیش‌بینی بدیع پیش‌بینی ای است که در ساختن یک نظریه مورد استفاده قرار نگرفته‌است، ولی از آن نتیجه می‌شود.